# Знаменский, Василий Потапьевич
Василий Потапьевич Знаменский (?—1835) — русский правовед и литератор.

## Биография
Родился в Ярославской губернии.
Учился в Ярославской духовной семинарии и в Московской духовной академии, по завершении которой в 1828 году, Знаменский, вместе с другими молодыми людьми, был по предложению Сперанского командирован за границу и слушал в Берлине лекции Савиньи. По возвращении, в 1832 году, в Санкт-Петербурге, был назначен чиновником во 2-е отделение собственной Его Императорского Величества канцелярии.
В 1834 году получил степень доктора права за диссертацию: «De philosophica juris civilis tractandi ratione per comparationem jurium diversarum gentium instituenda» («Откуда и каким образом должно выводить философские начала гражданского права и какой наилучший метод для изложения гражданского права по тем началам»), которую юридический факультет Санкт-Петербургского университета одобрил для опубликования. Автору была уже назначена кафедра законоведения в Киевском университете, но к 1835 году он умер.
Литературная деятельность Знаменского началась ещё в бытность его в семинарии, где он принимал участие в переводе с греческого языка поучений Кирилла Иерусалимского (изданы в Петербурге в 1822 году) и писал стихи. В «Истории Московской духовной академии» Смирнова (стр. 615—624) помещены составленные В. П. Знаменским «Стихотворения на посещение Государем Императором в 1826 году Троицкой лавры и Московской духовной академии».